# Estación Sastre (Mitre)
Sastre es una estación ferroviaria ubicada en la localidad de Sastre y Ortiz, departamento San Martín, Provincia de Santa Fe, Argentina.
Fue inaugurada en 1890 por el Ferrocarril Central Argentino.

## Servicios
La estación corresponde al Ferrocarril General Bartolomé Mitre de la red ferroviaria argentina. No presta servicios de pasajeros ni de cargas, sus vías e instalaciones están concesionadas a la empresa de cargas Nuevo Central Argentino. En su edificio se encuentra un centro cultural municipal.